# گورستان بالای گتانی
قبرستان بالای گتانی مربوط به سده‌های متاخر دوران‌های تاریخی پس از اسلام است و در شهرستان سرباز، بخش مرکزی، دهستان مورتان، روستای گتانی واقع شده و این اثر در تاریخ ۲۷ اسفند ۱۳۸۷ با شمارهٔ ثبت ۲۶۲۱۳ به‌عنوان یکی از آثار ملی ایران به ثبت رسیده است.